# アケボノソウ
アケボノソウ（曙草、狼牙菜、学名：Swertia bimaculata (Siebold et Zucc.) Hook.f. et Thomson ex C.B.Clarke）は、リンドウ科センブリ属に分類される2年草の1種。和名は花冠の斑点を夜明けの星空に見立てたことに由来する。別名が、キツネノササゲ。中国名が獐牙菜。

## 特徴
茎の高さは50-90 cmで直立し枝分かれし、断面は4稜条があり四角形。根生葉は、大きな長楕円形で長い葉柄と平行する数脈があり、花期には枯れる。茎葉は卵状楕円形（卵形または披針形）、長さ5-12 cm、基部はくさび形で先端が尖る。葉の脇から分枝して、長さ1-5 cmの花柄がある白色（黄白色）の花を集散状円錐花序にまばらに付ける。花冠は深く4-5裂し基部で合着していて離弁花のように見える。裂片には直径1.5 mmの黄緑色の蜜腺溝が2個あり、縁にはセンブリのような毛はない。また裂片には濃緑色の斑点が多数ある。開花時期は9-10月。萼も4-5深裂し、裂片は広倒披針形で花冠裂片より短い。果実は蒴果で花冠より少し長く裂開し、黒褐色で長さ約1 mmの表面に細かい粒状突起がある種子を出す。発芽後1年目はロゼットのまま過ごす。稀に花冠に斑点がない品種として、ホシナシアケボノソウ（フナシアケボノソウ、学名：Swertia bimaculata (Siebold et Zucc.) Hook.f. et Thomson ex C.B.Clarke f. impunctata (Makino) Satake）がある。

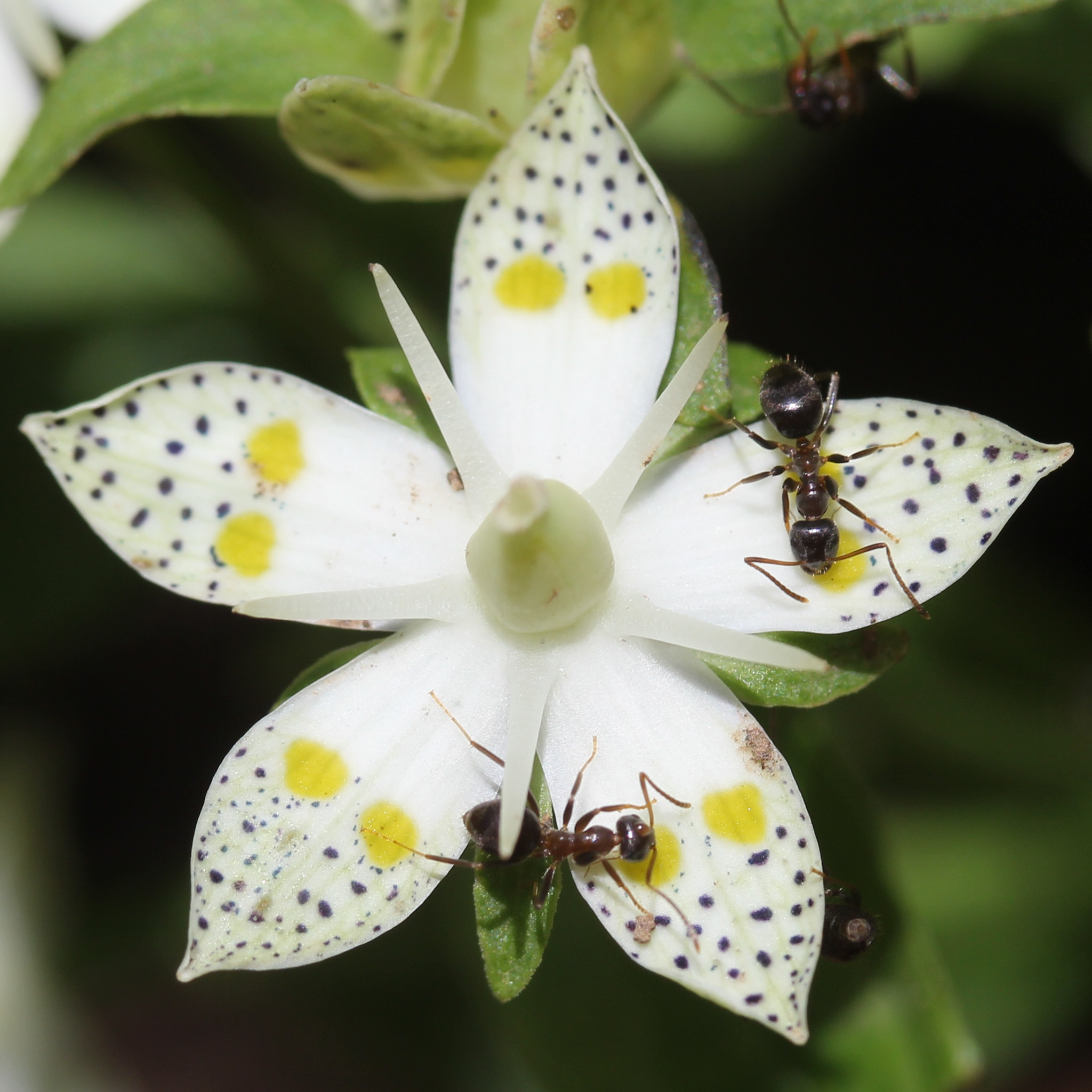
深く5裂した花冠、裂片には2個の黄緑色の蜜腺溝と多数の濃緑色の斑点がある
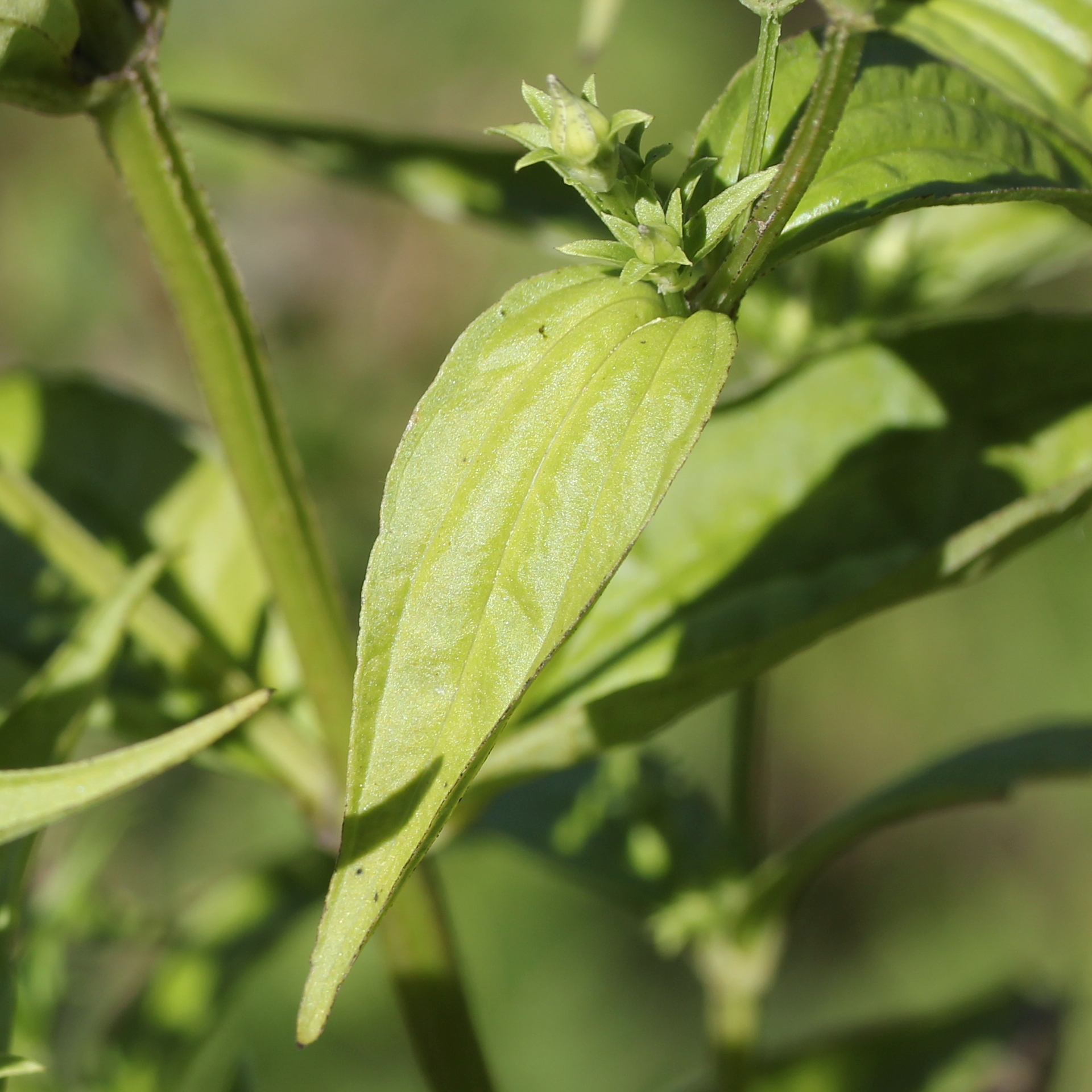
4稜条がある茎と卵状楕円形の茎葉
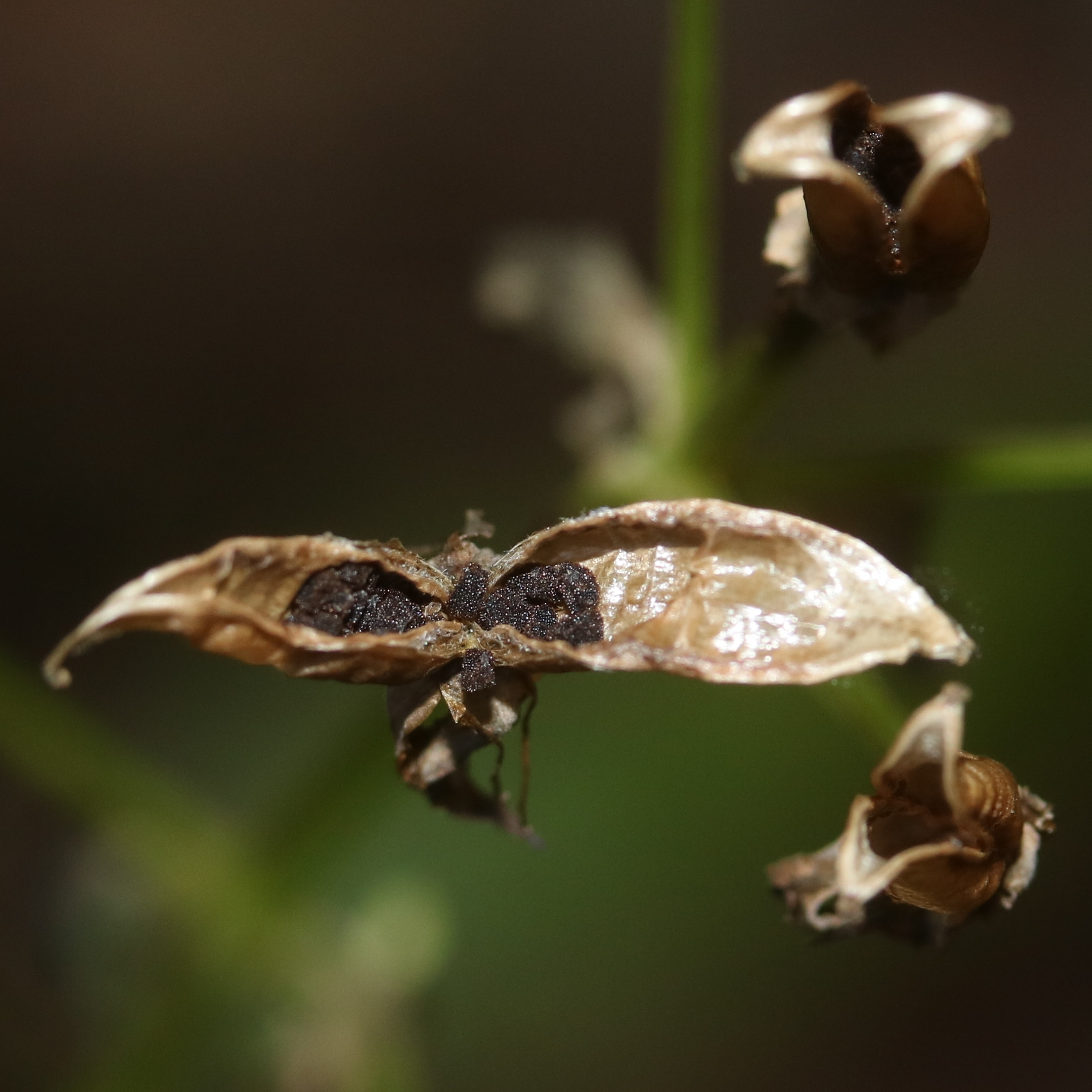
蒴果と黒褐色の表面に細かい粒状突起がある種子

## 分布と生育環境

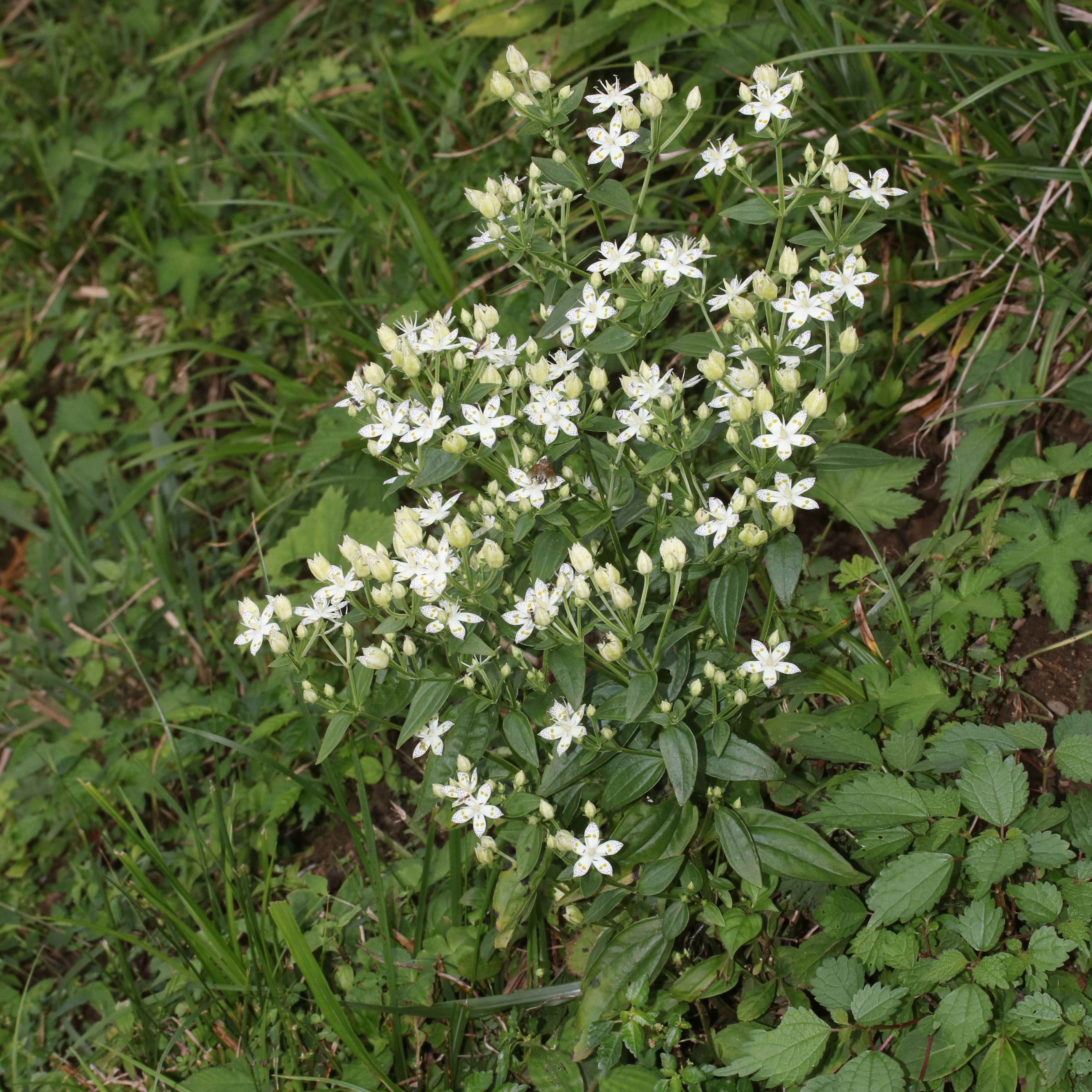
山地のやや湿り気のある場所に生育するアケボノソウ

中国、朝鮮半島と日本の温帯から暖帯にかけて分布する。
日本では北海道、本州、四国、九州に分布する。田中澄江による『新・花の百名山』で伯耆大山を代表する花の一つとして紹介されている。
山地のやや湿り気のある場所や木陰に生育する。山野草として利用されている。

## 種の保全状況評価
日本では以下の都道府県で、レッドリストの指定を受けている。植生の遷移や河川改修などにより個体数の減少が危惧されている地域がある。
- 絶滅危惧IA類（CR） - 東京都の北多摩、南多摩、西多摩地区[12]
- 絶滅危惧IB類（EN） - 埼玉県[13]
- 要保護生物（C） - 千葉県[14]
- 準絶滅危惧種 - 山形県[15]
- 分布特性上重要 - 鹿児島県

## 関連画像

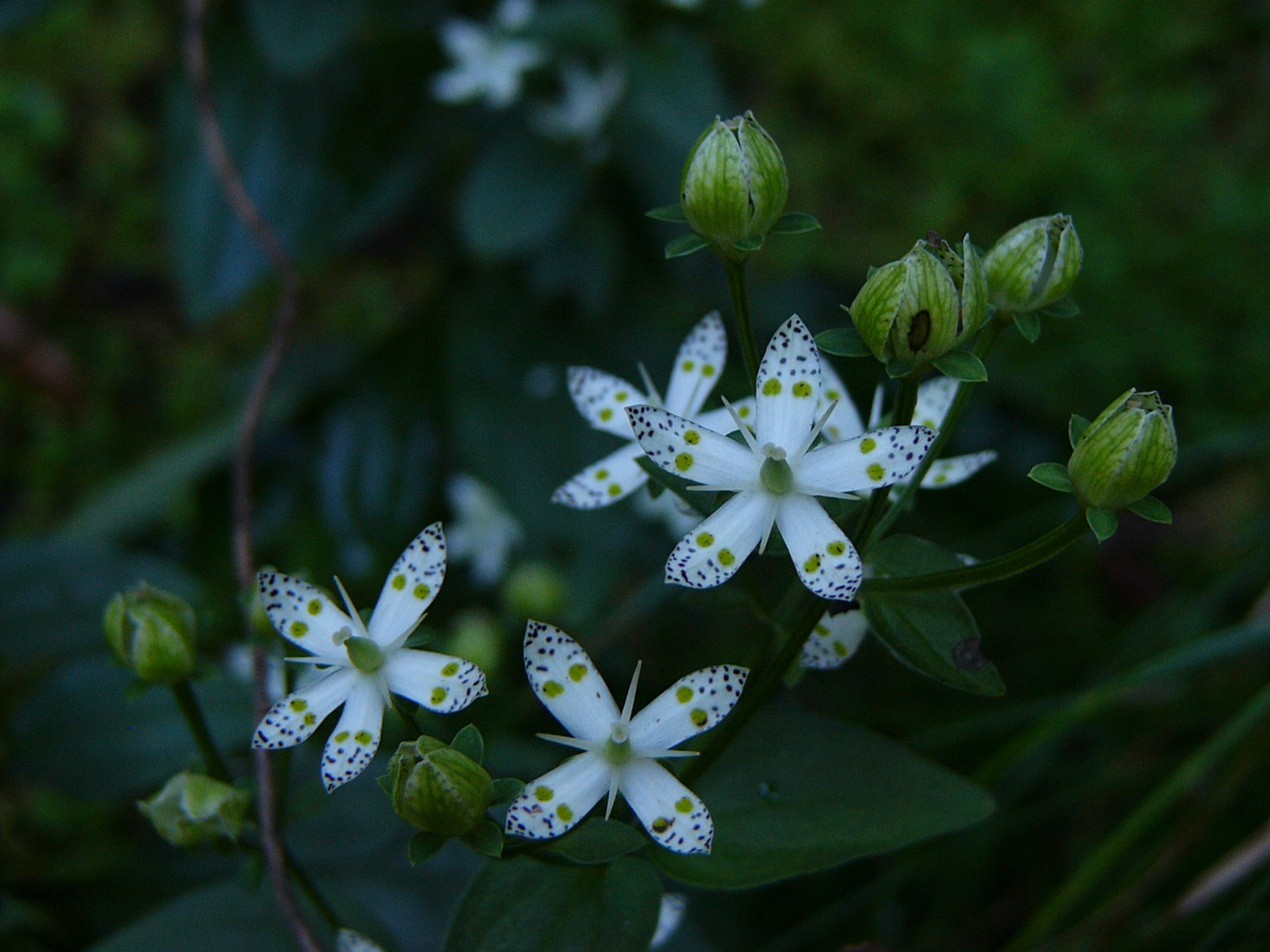
アケボノソウの花と蕾（篠山市、2011年10月16日）
アケボノソウと湿った地面の様子（篠山市、2011年10月16日）